# Đak Pơ, Gia Lai
Đak Pơ là xã thuộc tỉnh Gia Lai, Việt Nam.

## Địa lý
Thị trấn Đak Pơ nằm ở trung tâm huyện Đak Pơ, có vị trí địa lý:
- Phía đông giáp các xã Tân An và Cư An
- Phía tây giáp xã An Thành
- Phía nam giáp xã Yang Bắc
- Phía bắc giáp xã An Thành và huyện Kbang.

Thị trấn có diện tích 21,78 km², dân số năm 2013 là 4.620 người, mật độ dân số đạt 212 người/km².

## Lịch sử
Thị trấn Đak Pơ trước đây vốn là một phần xã An Thành thuộc huyện An Khê.
Ngày 9 tháng 12 năm 2003, Chính phủ ban hành Nghị định số 155/2003/NĐ-CP. Theo đó:
- Chuyển xã An Thành về huyện Đak Pơ mới thành lập
- Thành lập xã Đak Pơ trên cơ sở 1.963 ha diện tích tự nhiên và 3.092 người của xã An Thành.

Ngày 23 tháng 12 năm 2013, Chính phủ ban hành Nghị quyết 128/NQ-CP. Theo đó, thành lập thị trấn Đak Pơ, thị trấn huyện lỵ huyện Đak Pơ trên cơ sở toàn bộ 2.178,18 ha diện tích tự nhiên và 4.620 nhân khẩu của xã Đak Pơ.